# 탑동석물
탑동석물은 대한민국 충청남도 당진시 채운동에 있다. 1997년 6월 20일 당진시의 향토유적 제7호로 지정되었다.

## 개요
현재 남아있는 석물은 석탑의 중간층을 구성하는 지붕돌, 머리에 관모를 쓴 거칠게 돋을새김을한 돌부처의 일부, 석등 등이 확인되고 있다.